# Kautsky (Familie)
Die Familie Kautsky stammte aus Böhmen. Der in Prag geborene böhmische Bühnenbild- und Landschaftsmaler Johann Kautsky (eigentlich Jan Vaclav Kautsky) übersiedelte 1863 nach Wien. Gemeinsam mit seiner aus Graz stammenden Frau Minna Jaich, einer Schauspielerin und frühsozialistischen Schriftstellerin, hatte er vier Kinder. Die Familie brachte „über Generationen hinweg bekannte Persönlichkeiten wie Maler, Naturwissenschaftler (Paläontologe, Chemiker, Geologe), Politologen und auch ein[en] Filmemacher“ hervor.

## Stammbaum (Auszug)
1. Johann Kautsky (1827–1896), Bühnenbild- und Landschaftsmaler, ⚭ Minna Kautsky (1837–1912), Schauspielerin und Schriftstellerin
  1. Karl Kautsky (1854–1938), Philosoph und Politiker, ⚭ Louise Strasser (1860–1950, Scheidung 1888), ⚭ Luise Ronsperger (1864–1944), Politikerin
    1. Felix Kautsky (* 14. Februar 1891 in Stuttgart; † 3. Februar 1953 in Los Angeles), Ingenieur (Emigration in die USA)
      1. John H. Kautsky (* 5. März 1922 in Wien; † 15. Oktober 2013 in St. Louis), Politikwissenschaftler
        1. Catherine Kautsky (* 1950), Pianistin und Musikdozentin

    2. Karl Kautsky (* 13. Januar 1892 in Stuttgart; † 15. Juni 1978 in Napa), Frauenarzt und Übersetzer (Emigration in die USA)
    3. Benedikt Kautsky (1894–1960), österreichischer Schriftsteller und Politiker ⚭ Gerda Brunn (* 28. April 1895 in Wien; † 14. Oktober 1964 ebenda), Politikerin und Übersetzerin[2]
      1. Edith Jakobine Fresco-Kautsky (* 22. Februar 1925 in Wien; † 2006), Ärztin

  2. Maria Wilhelmine Kautsky (* 1856 in Prag; † 4. November 1904[3] oder 1949[4]) ⚭[5] Franz Roth (1841–1909), Architekt
  3. Fritz Kautsky (* 1857; † um 1916), Theatertechniker
  4. Hans Joseph Wilhelm Kautsky (1864–1937), Hoftheatermaler, ⚭ Isabella Maria Kamberger ⚭ Ilse Köchert
    1. Fritz Kautsky (* 5. März 1890 in Wien; † 2. Dezember 1963 in Skellefteå), Geologe[6] ⚭ Cäcilia Urban († 23. Dezember 1952), Geologin
      1. Gunnar Kautsky (* 27. Januar 1921 in Åbo; † 14. Oktober 2002 in Danderyd), Geologe[6] ⚭ Dora († 1970) ⚭ Stina
        1. Nils Kautsky (* 1948), Meeresbiologe ⚭ Lena Kautsky, Meeresbiologin
        2. Hans „Hasse“ Kautsky (* 1949), Meeresbiologe
        3. Fritz Kautsky (* 1950), Geologe
        4. Ulrik Kautsky (* 1959), Biologe

      2. Nils Kautsky (1922–1944)

    2. Hans Wilhelm Kautsky (1891–1966), Chemiker ⚭ Martha Urban (* 1894 in Triest; † 1961 in Marburg)
      1. Hans Kautsky (* 20. Mai 1920 in Charlottenburg; † 6. April 2019 in Hamburg), Chemiker ⚭  Ingeborg Nordwald
        1. Hans-Michael Kautsky (* 1953), Exportkaufmann
        2. Felix Clemens Kautsky (* 1957), Filmemacher

    3. Grete (Marjeta), verh. Kruščer (* 1892 in Wien; † 1982 in Ljubljana)
    4. Robert Kautsky (1895–1963), Bühnenbildner
    5. Käte Kautsky, verh. Shipham